# Maoča (Srebrenik, BiH)
Maoča ili Gornja Maoča (ranije Karavlasi ili Gornji Fatovi) je naseljeno mjesto u sastavu općine Srebrenika, Federacija Bosne i Hercegovine, BiH. Nalazi se južno od sela Maoče u planini Majevici. 
Gornja Maoča se ranije zvala Karavlasi, po rumunjskim Banjašima Karavlasima koji su živjeli u tom selu. U vrijeme drugog svjetskog rata Gornja Maoča je bila etnički očisšćena od svoga prijeratnog banjaškog stanovništva. U njoj su se nakon rata u Bosni i Hercegovini nastanili mudžahedini koji su odbili napustiti BiH od straha za optužbe zbog terorizma. Gornja Maoča poznata je po tome što se u njoj nalazi uporište vehabija. Neslužbeno, vođa zajednice je Nusret Imamović. U Gornjoj Maoči se interno primjenjuje šerijatsko pravo.

## Stanovništvo
| Maoča              |       |       |
| godina popisa      | 2013. | 1991. |
| Bošnjaci           | 195   | 1     |
| Srbi               | 0     | 237   |
| Hrvati             | 0     | 0     |
| Jugoslaveni        | 0     | 35    |
| ostali i nepoznato | 0     | 1     |
| ukupno             | 195   | 274   |